# 1974年永善—大关地震
1974年永善—大关地震是指1974年5月11日凌晨3时25分发生于云南昭通地区大关的一场地震。该次地震震中位于28°12′N 104°06′E / 28.2°N 104.1°E，震级为Ms 7.1。震中烈度达Ⅸ度。此次地震共死亡1423人（一说2万人），伤2000余人，倒塌房屋达28000余间，交通阻塞20余天，破坏水利500余顷，耕地4万亩。